# Аргєєв Павло Володимирович
Павло Володимирович Аргєєв (рос. Павел Владимирович Аргеев; 10 лютого 1887, Ялта — 30 жовтня 1922, Трутнов) — російський військовий, льотчик-ас часів Першої світової війни.

## Біографія

### Раннє життя
Павло Аргєєв народився в Ялті в сім'ї пароплавного механіка Володимира Якимовича Аргєєва (за іншими відомостями — з дворян Херсонської губернії). Закінчив Одеське технічне залізничне училище у 1904 році, після його закінчення вступив до Одеського піхотного юнкерського училища. По закінченні в 1907 році випущений в армію підпоручником в 184-й піхотний резервний Варшавський полк. Командував взводом, з 1908 року — ад'ютант батальйону, з 1909 року — молодший офіцер стрілецької роти. У 1910 році був проведений у поручники.
З квітня 1911 року служив у 29-му піхотному Чернігівському полку, молодший офіцер роти та командувач ротою, з січня 1912 року — оберофіцер для доручень при управлінні дивізійного інтенданта 8-ї піхотної дивізії. З не цілком зрозумілих причин у червні того ж року залишив службу в полку: не з'явився в частині за наказом, за невиконання наказу засуджено військовим судом до місячного тримання на гауптвахті. Після визволення відрахований у запас і поїхав до Франції (мешкав там під прізвищем Д'Аргуєєфф).

### Перша світова війна
Коли почалася Перша світова війна, подав прохання про зарахування до французької армії. 30 серпня 1914 року йому було надано звання лейтенанта французької армії. Служив у 131-му піхотному полку. Брав участь у битві на Марні. 23 вересня 1914 року Аргєєв був поранений, але в кінці жовтня повернувся на фронт. У вересні 1914 року став капітаном. У травні 1915 року був нагороджений Кавалерським хрестом ордена Почесного легіону. За перший рік війни було поранено п'ять разів.
Після п'ятого поранення було визнано непридатним до стройової служби в піхоті. Подав прохання про переведення в авіацію, закінчив авіаційну школу у місті Авор. 22 жовтня 1915 року отримав диплом пілота, зарахований до 48-ї розвідувальної ескадрильї.
У жовтні 1916 року повернувся до Російської імперії знову зарахований до російської армії у чині штабскапітан. Служив у 12-му авіаційному загоні винищувачів, у 19-му корпусному авіаційному загоні, з березня 1917 року — його командир. З липня того ж року — командир 2-ї бойової авіагрупи, з жовтня того ж року — командир 3-ї бойової авіагрупи. На російсько-німецькому фронті Аргєєв збив 6 літаків.
Після Жовтневої революції не побажав служити новій владі та в грудні 1917 року подав рапорт про надання тримісячної відпустки «для лікування». За цей час через Архангельськ поїхав до Франції та повернувся на французьку службу. З травня 1918 року воював у 124-й винищувальній ескадрильї, укомплектованій іноземними добровольцями й здійснював прикриття Реймса. На франко-німецькому фронті з травня до жовтня 1918 року Аргєєв збив 9 ворожих літаків. Таким чином, його загальний бойовий рахунок складає 15 збитих ворожих літаків і він є третім за результативністю російським асом-винищувачем Першої світової війни після Олександра Казакова та Василя Янченка, поділяючи це місце з Євграфом Крутенем. Однак у Радянському Союзі ім'я Аргєєва практично не було відоме.

### Повоєнне життя
Після війни працював пілотом у французько-румунській авіакомпанії. 30 жовтня 1922 року, летячи з вантажем пошти з Праги до Варшави, загинув в авіакатастрофі в Чеських Татрах, в районі Трутнова, врізавшись у густому тумані в скелю. Похований у Парижі, Франція.

## Нагороди
- Орден Святого Георгія 4-го ступеня (31 жовтня 1917, за перемоги у повітряних боях 23 квітня 1917 та 4 травня 1917)
- Орден Святого Володимира 4-го ступеня (18 грудня 1915, «Відзнака за війну з німцями на французькому фронті»)
- Золота зброя «За хоробрість» (21 листопада 1917, за збитий ворожий літак 26 травня 1917)
- Кавалерський хрест ордену Почесного легіону (Франція, 1915)
- Офіцерський хрест ордену Почесного легіону (Франція, 1918)
- Воєнний хрест 1914—1918 (Франція, 1915)